# بطولة أوروبا لكرة الماء 1931
بطولة أوروبا لكرة الماء 1931 كان الموسم الثالث من بطولة أوروبا لكرة الماء، وجرت المنافسات في باريس فرنسا، ونظمت من قبل الاتحاد الأوروبي للسباحة.

## النتائج
| م       | المنتخب       |
| ------- | ------------- |
| ذهبية   | المجر         |
| فضية    | ألمانيا       |
| برونزية | النمسا        |
| 4       | بلجيكا        |
| 5       | تشيكوسلوفاكيا |
| 6       | فرنسا         |
| 7       | السويد        |
| 8       |               |
| 9       |               |
| 10      |               |